# Dhuoda
Dhuoda nebo Duoda [d'oda] byla franská šlechtična, od roku 824 manželka septimánského vévody Bernarda (†844). Je autorkou středověkého literárního díla Liber manualis, které sepsala pro svého syna Viléma. Toto pojednání představuje výjimečný příklad laické literární tvorby druhé fáze karolinské renesance.

## Životopis
Její původ je neznámý, ale dle nabyté vzdělanosti pocházela z vysoce urozeného franckého rodu. Podle některých autorů historických publikací se mohlo jednat o sestru Judity z dynastie Welfů, manželky císaře Ludvíka Pobožného.
24. června roku 824 se v Cáchách provdala za Bernarda, syna zesnulého Viléma Akvitánského, bratrance Karla Velikého. Bernard byl tedy vzdálený pokrevní příbuzný císaře Ludvíka I. Pobožného.. Jejímu nastávajícímu choti rozhodně nechyběly ambice a touha po moci a kariéře, jak se ukázalo v následujících rocích, při kterých těžil nejen z příbuzenského svazku s vládnoucí dynastií Karlovců, ale i důvěry císařského páru. Dhuoda byla po většinu manželství osamocena, právě s výše zmíněných důvodů. 
29. listopadu 826 se jí narodil prvorozený syn Vilém. Téhož roku byl její manžel Bernard pověřen převzetím barcelonského hrabství po smrti jejího dosavadního hraběte Rampóa. Jeho neoblíbenost u vizigótské šlechty vedla k jejímu širokému povstání. Toho využili i muslimští vládci Hispánie k znovudobytí Barcelony. Bernard byl však úspěšnější a do roku 828 všechna nebezpečí pro Franskou říši odvrátil.
Za svoje skutky získal Bernard do držení Septimánské vévodství a roku 829 byl povýšen na komorníka u císařského dvora. Taktéž se stal oblíbencem císařovny. Dhuoda mezi tím odešla na rodinné panství v Uzès, odkud řídila ekonomický chod držav a vychovávala zde syna Viléma.
Roku 830 musel Bernard ze Septimánie hledat útočiště v odlehlé Barceloně, protože byl nejstarším synem císaře Ludvíka Pobožného Lotharem obviněn z cizoložství s jeho macechou - císařovnou Juditou.
Následovala řada válek mezi císařem a jeho syny i jimi navzájem. Roku 835, v době dočasného míru, byl Bernard ze Septimánie císařem rehabilitován, ale války trvaly až do císařova skonu roku 840. Je pravděpodobné, že po celou tu dobu žil manželský pár odděleně a teprve po smrti císaře Ludvíka Pobožného Bernard opět zavítal do Uzès. Z toho šťastného shledání Dhuoda počala a 22. března 841 se jí narodil druhorozený syn Bernard.
Mezitím však občanská válka, která mezi potomky zesnulého císaře rozhořela nanovo, vyvrcholila krvavou bitvou u Fontenoy roku 841. Vévoda septimánský se snažil zachovat neutralitu a do bratrovražedné války se nevměšovat, už jen proto, že ani s jedním ze synů zesnulého císaře neměl právě ideální vztahy. Avšak nakonec pod tíhou politických událostí byl nucen se zavázat přísahou pozdějšímu císaři Karlu II. Holému, který ovládal severozápadní část říše a na jeho dvůr odeslat staršího syna Viléma. Mladšího, ještě nepokřtěného syna, svěřil do soukromé výchovy. Sám se odebral do Akvitánie, kde započal vyjednávání s jejím králem Pipinem II., jehož se později stal straníkem.

## Liber manualis
(celým názvem Liber manualis ad filium)

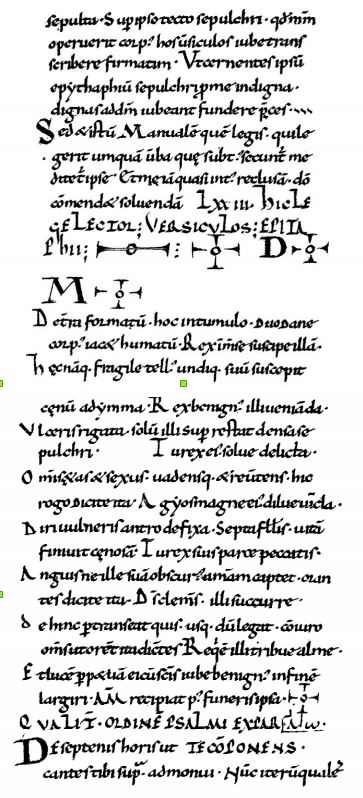
ukázka díla Liber manualis

Pod tíhou předchozích událostí se Dhuoda rozhodla sepsat neobvyklé, leč zajímavé literární dílo, které není v době karolínské renesance až tak vzácné, avšak je zcela výjimečné tím, že ho napsal laik (a nikoliv církevní osoba) a k tomu ještě žena. Patří do žánru specula principum, tedy dílo, které má svým obsahem být zrcadlením jeho skutků a způsobem metaforických výjevů čtenáře přimět k zamyšlení jeho možného chování a zároveň ho nabádat a přimět jít správnou cestou. Tedy, jak z názvu díla vypovídá, má být manuálem vzorného morálního chování s řadou výchovných lekcí pro jejího budoucího vlastníka - patnáctiletého syna Viléma.
Dhuoda započala svůj latinsky psaný Liber manualis 30. listopadu 841, tedy den po narození druhého syna Bernarda, a toto dílo dopsala 2. února 843. Zůstává spornou otázkou, zda ona sama byla přímou autorkou díla, nebo tuto neobvyklou literární práci pouze diktovala písaři. Některé pasáže naznačují, že by mohla platit první možnost.
Dhuoda svoji práci rozdělila do 11. oddílů a 73 kapitol, přičemž v každém oddílu z nich se zabývala určitým okruhem témat. Hnedle v prvním oddílu vkládá důraz na lásku a úctu k Bohu, stejně tak podobně v oddílech II a XI, v oddílu VIII klade důraz na modlitby pro živoucí i zesnulé, za církevní i světské autority, ale i za blízké příbuzné. Zbývající kapitoly se zabývají mravním ponaučením, etikou chování, podporou ducha, vytříbením ctností, úctou i pokorou k autoritám, pomoci potřebným v nouzi a dalšími mravními hodnotami, kterými by se šlechtic jejího věku měl řídit.
Liber manualis se dochovalo v několika opisech, zřejmě tím nejcennějším je opis nalezený roku 1956, neboť zřejmě nejvíce odpovídá originálu a je pravděpodobné, že právě jeho předlohu četl její syn Vilém.
Nakolik vzal slova i ponaučení své matky vážně, lze vyvodit z toho, že se ocitl v táboře vzbouřenců proti Karlu II. Holému, aby pomstil smrt svého popraveného otce Bernarda ze Septimánie (†844). Účast na této rebelii ho stála život v bitvě roku 850.
Samotná Dhuoda se ve svém díle zmiňuje, že se sama cítí být slabá a nemocná a je blízko smrti. Lze tak vyvozovat, že se nedožila smrti ani manžela, natož syna a zemřela krátce po dokončení svého velkolepého díla.
Na její počest nese jedna z ulic v Barceloně její jméno -Carrer de Duoda.